# Everett Sloane
Everett Sloane (New York, 1 oktober 1909 - Los Angeles, 6 augustus 1965) was een Amerikaans televisie- en filmacteur.
Sloane werd geboren in Manhattan en studeerde aan de Universiteit van Pennsylvania, maar verliet deze voortijdig om lid te worden van een theatergezelschap. Na een aantal slechte recensies verliet hij de theaterwereld, waarna hij wisselloper werd op Wall Street. Na de beurskrach van 1929 keerde hij terug naar het acteren, zowel in het toneel als in radiodrama's. In 1935 maakte hij zijn debuut op Broadway. Uiteindelijk werd Sloane lid van het Mercury Theatre van Orson Welles. Welles bracht hem naar de film, en in 1941 maakte hij zijn filmdebuut als Mr. Bernstein in Citizen Kane. Hij bleef bij het Mercury Theatre tot 1947, waarin hij Bannister speelde in The Lady from Shanghai. Ook speelde hij een belangrijke rol in Patterns uit 1956, geregisseerd door Fielder Cook.
Sloane was tevens regelmatig op televisie te zien en te horen. Zo was hij de stem van Dick Tracy in een serie van 130 tekenfilms, uitgebracht in 1960 en 1961. Sloane zou tevens de (nooit gebruikte) tekst hebben geschreven van het thema van The Andy Griffith Show.
Sloane pleegde op 55-jarige leeftijd zelfmoord met een overdosis barbituraten, waarschijnlijk vanwege een naderende blindheid. Hij was van 1933 tot zijn dood getrouwd met Luba Herman. Ze hadden twee kinderen.

## Filmografie (selectie)
- Citizen Kane (1941)
- The Lady from Shanghai (1947)
- Prince of Foxes (1949)
- The Men (1950)
- The Desert Fox: The Story of Rommel (1951)
- Bird of Paradise (1951)
- The Enforcer (1951)
- The Prince Who Was a Thief (1951)
- Sirocco (1951)
- Lust for Life (1956)
- Somebody Up There Likes Me (1956)
- Patterns (1956)
- Marjorie Morningstar (1958)
- Home from the Hill (1960)
- The Disorderly Orderly (1964)
- The Patsy (1964)